# Sanda, Nacka kommun
För andra betydelser, se Sanda.

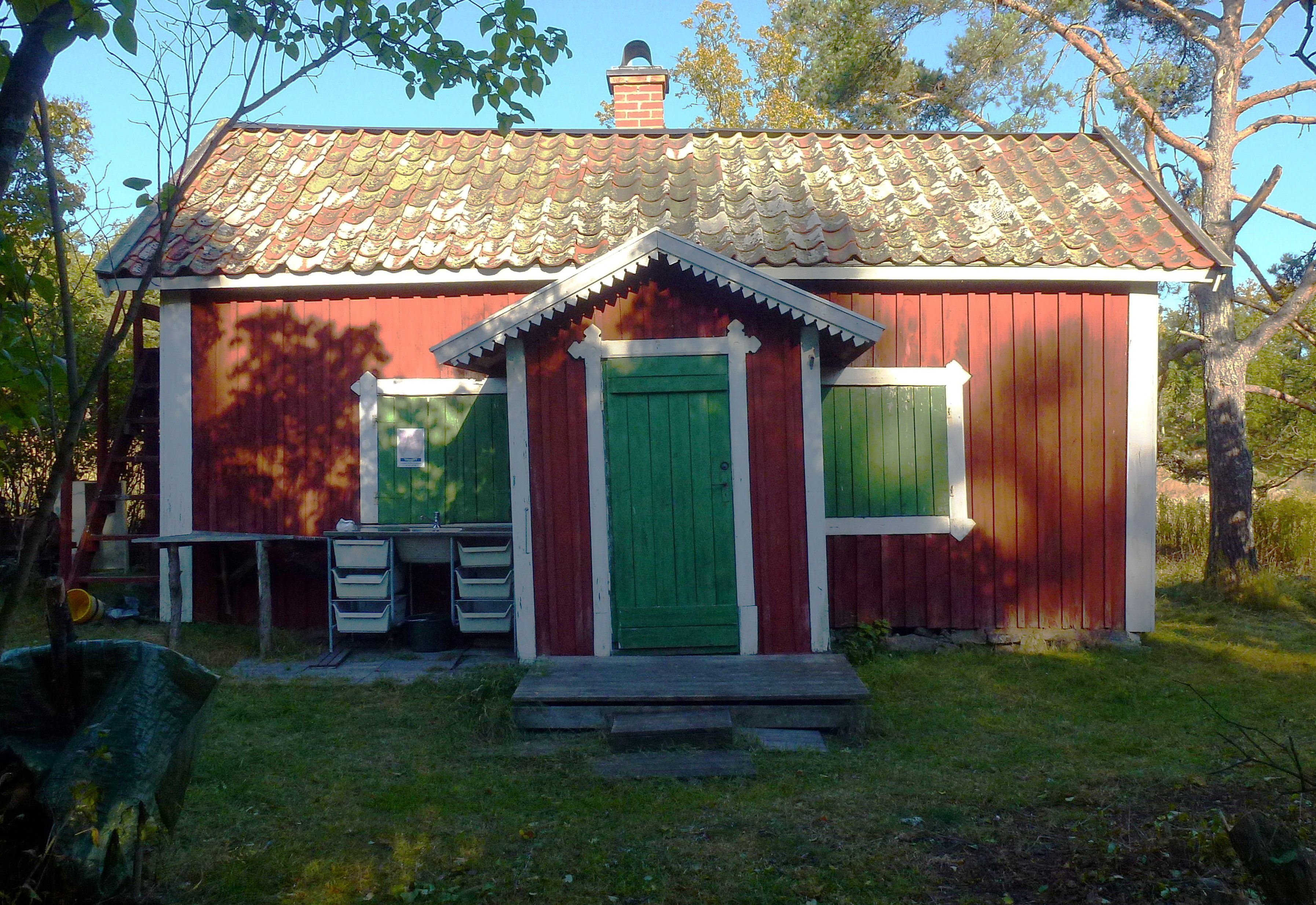
Sanda i oktober 2015.

Sanda är ett tidigare dagsverkstorp beläget öster om Sandsjön i nuvarande Nacka kommun. Sandatorpets boningshus är idag en sommarstuga som byggdes i mitten på 1800-talet och låg under godset Erstavik. Sandasjön har sitt namn efter torpet Sanda.

## Historik

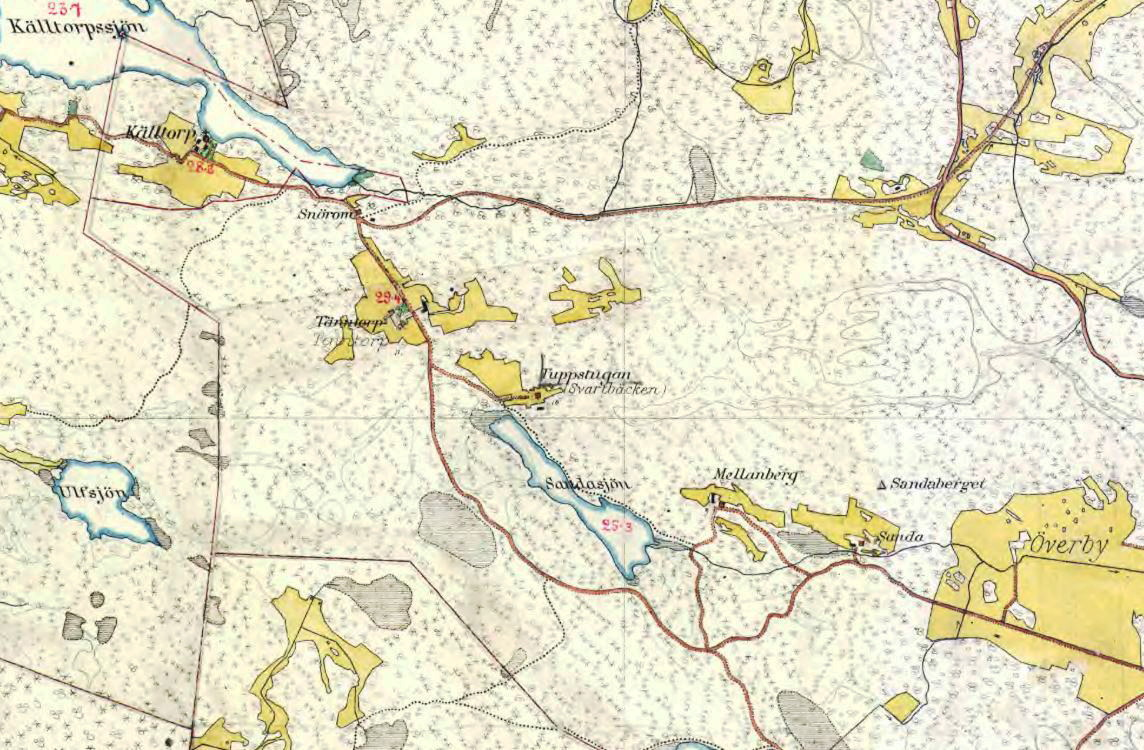
Sanda och Mellanberg 1901.

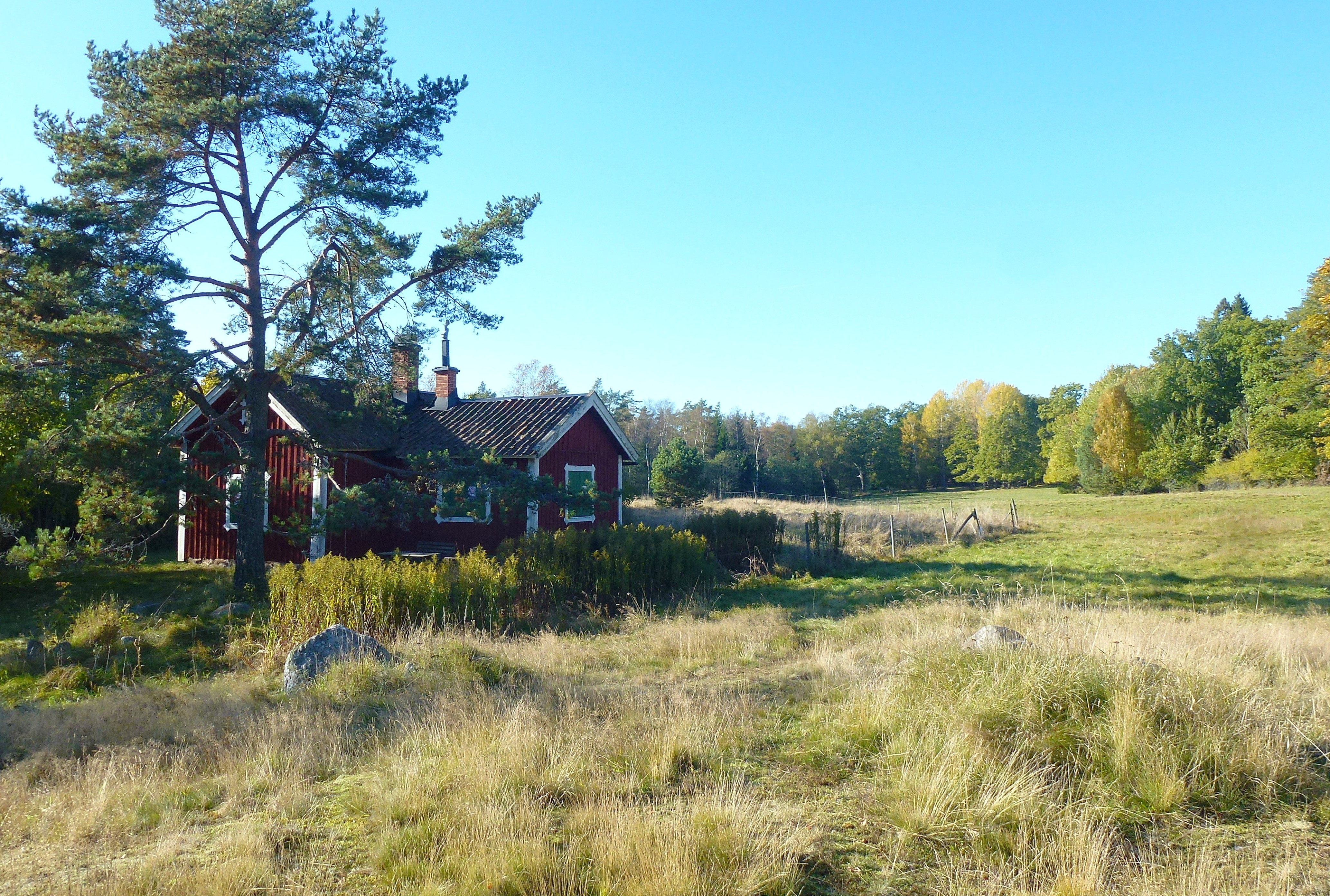
Sandas öppna landskap.

Sanda som namn är känt sedan 1501 och en Per Henricksson från Sanda nämns redan i Stockholms stads tänkeböcker från år 1505. I Sandabäckens bördiga dalgång etablerade sig flera torp som lydde under Erstavik. Sanda är således en gammal bosättning och en av de äldsta torpplatserna inom Erstavik. Närmaste granne i väster är torpet Mellanberg. Än idag präglas naturen av den öppna dalgången där Sanda och Mellanberg ligger. Sandabäcken avvattnar Sandasjön till Erstaviken och bäckens vattenkraft nyttjades även att driva Erstaviks såg- och skvaltkvarn, som enligt jordeboken från 1736 låg vid Sandatorpet.
Sandas första torpare omnämns 1706. Han dog 1710 i pesten tillsammans med son och piga. Vid en torpsyn 1775-76 beskrivs Sanda enligt följande: ”boningshus med stuga och kontor, en förstuga samt vind, stugan är 5,35 x 5 meter och har tak av näver och virke”. Huset ansågs vara välbehållen, det fanns flera uthus men inget ”hemlighus” (utedass). Enligt syneprotokollet borde den bristen rättas till. Sanda saknade även trädgård. 
Vid en ny syn 1842 hade ursprungsstugan ersatts av en större huvudbyggnad med måtten 16 x 4,5 meter. Huset brann ner 1846 och ett nytt, mindre uppfördes av gammalt timmer, och täcktes med taktegel. Det är dagens Sanda, ett fritidshus som hyrs ut av Erstavik.

## Mordet på Sanda
Enligt en skröna blev sågmästarens hustru på Sanda kär i båtmannen Tupp från närbelägna Tuppstugan och hon började grubbla över hur hon skulle kunna bli av med sin make. Hon smidde planer på att mörda honom med arsenik och till sin hjälp och förtrogna hade hon pigan. Men sågmästaren var stor och kraftig och klarade arsenikdoserna i maten, varpå den allt otåligare hustrun sade till slut åt pigan att lägga en ordentlig dos arsenik i ärtmjölspannkakan. Sågmästaren dog och misstankar riktades mot hustrun och pigan. Efter en utredning ställdes båda kvinnor inför rätten i Södra stadshuset och dömdes till ”att halshuggas och å båle brännas.”